# Haiivka, Semenivka
Haiivka (în ucraineană Гаївка) este un sat în comuna Horoșîne din raionul Semenivka, regiunea Poltava, Ucraina.

## Demografie
Componența lingvistică a localității Haiivka
     Ucraineană (98,08%)
     Rusă (1,28%)
Conform recensământului din 2001, majoritatea populației localității Haiivka era vorbitoare de ucraineană (98,08%), existând în minoritate și vorbitori de rusă (1,28%).